# Michael Jay, Baron Jay of Ewelme

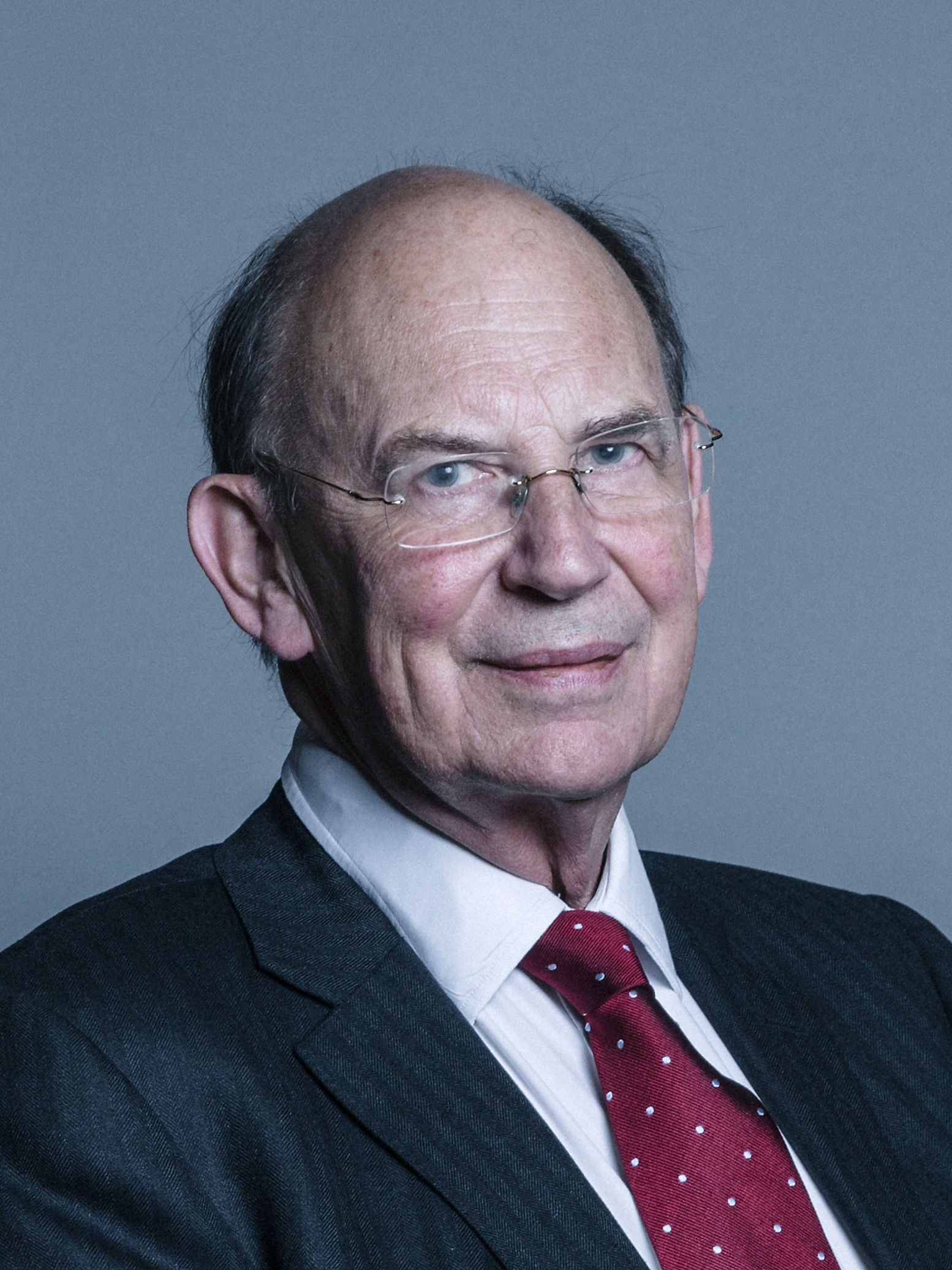
Michael Jay, Baron Jay of Ewelme, 2018

Michael Hastings Jay, Baron Jay of Ewelme, GCMG (* 19. Juni 1946 in Hampshire), ist ein ehemaliger britischer Diplomat und Life Peer.

## Ausbildung
Jay studierte am Winchester College, am Magdalen College in Oxford sowie an der School of Oriental and African Studies der University of London.

## Diplomatische Karriere
Ab 1969 arbeitete Jay beim Ministerium für internationale Entwicklung, wo er bis 1981 blieb. Im Rahmen dessen war er unter anderem bei der Weltbank in Washington sowie in Neu-Delhi tätig. 1981 wechselte er zum Foreign and Commonwealth Office, wo er als Privatsekretär arbeitete. Nach diversen weiteren Stationen in unterschiedlichen britischen Behörden wurde er schließlich 1996 als britischer Botschafter in Frankreich eingesetzt. Diesen Posten behielt er bis zum Jahr 2001.

## Weitere Tätigkeiten und Ehrungen
Am 13. Juni 1992 wurde er als Companion in den Order of St. Michael and St. George aufgenommen. Am 31. Dezember 1996 wurde er als Knight Commander des Order of St. Michael and St. George in den Ritterstand erhoben. Am 17. Juni 2006 wurde er weiter zum Knight Grand Cross des Order of St. Michael and St. George erhoben.
Am 18. September 2006 wurde Jay in den Stand eines Life Peer mit dem Titel Baron Jay of Ewelme, of Ewelme in the County of Oxfordshire, erhoben. Er sitzt seither als Crossbencher im House of Lords.